# 영덕 영해향교
영덕 영해향교(盈德寧海鄕校)는 대한민국 경상북도 영덕군 영해면에 있는 향교이다. 2006년 9월 14일 경상북도의 문화재자료 제513호로 지정되었다.

## 개요
향교란, 조선시대 지방의 공교육기관을 칭한다. 중앙의 공교육기관으로 성균관과 사학이 있었으며, 지방의 공교육으로는 향교가 담당하고, 사학기관으로는 서원과 오늘날의 초등학교격인 서당이 각 문중 혹은 개인적으로 설치되어 문중의 자손 및 각 동리의 아이들을 가르치며 지방의 사립교육을 담당하였다. 이러한 조선시대의 교육제도 아래에서 영덕지역의 교육과 관련있는 것은 향교와 서원, 서당을 들 수 있다.

## 연혁
고려 충목왕 2년(1346)에 작지산 아래에 세워진 영해부 소학의 후신. 조선 중종 24년(1529)에 현재 위치로 이전, 이후 여러 번의 중수와 보수를 거쳐 오늘에 이르게 됨. 일제강점기에는 1914년 지방제도 개편에 따라 영덕향교에 합병됨

## 규모와 건축구조
고려 설립당시에는 대성전과 동서무, 행랑, 담으로 이루어졌다. 이후 조선 선조때 누각인 태화루가 건립되었고 숙종 45년(1706)에는 경각, 전사청, 주방, 별고, 하인청 등이 건립되었다. 현재는 대성전과 명륜당, 태화루, 동재, 서재, 그리고 관리사가 남아있다.

## 배위 및 제의
대성전에 4聖, 10哲, 그리고 宋朝 6賢의 21위 우리나라 성현 18현을 배향하는데, 오늘날엔 孔門 10哲을 제외한 小說位로 중국의 5성위와 송조2현, 우리나라 18위를 비롯 25위를 봉향함. 봄, 가을 음력 2월과 8월의 상정일에 釋奠을 올린다.

## 교통편
- 동해선 영해역

## 참고 자료
- 영덕영해향교 - 국가유산청 국가유산포털